# Ptychadena harenna
Ptychadena harenna är en groddjursart som beskrevs av Malcolm Largen 1997. Ptychadena harenna ingår i släktet Ptychadena och familjen Ptychadenidae. IUCN kategoriserar arten globalt som otillräckligt studerad. Inga underarter finns listade i Catalogue of Life.